# 特雷维
特雷维是意大利翁布里亚大区佩鲁贾省的一个古镇，位于当地一座小山的山坡上。当地有二十多座古教堂，旅游业是当地支柱产业之一，此外当地也产橄榄油。